# Paradoks petersburski
Paradoks petersburski (inaczej gra petersburska) – gra losowa, która mimo posiadania nieskończonej wartości oczekiwanej posiada jednocześnie ograniczoną wartość pieniężną dla większości ludzi. Problem został po raz pierwszy sformułowany przez Nicolasa Bernoulliego w liście do Pierre’a de Montmort z 9 września 1713 roku. Jego rozwiązanie w 1738 roku zaproponował jego kuzyn, Daniel Bernoulli, który uczynił to przy pomocy funkcji użyteczności. Mimo nazwy nie jest to paradoks w ścisłym sensie tego słowa, ale raczej ilustracja tego, że ludzie zazwyczaj w warunkach niepewności nie podejmują decyzji, kierując się kryterium maksymalizacji pieniężnej wartości oczekiwanej. Problem ten położył podwaliny pod współczesną teorię oczekiwanej użyteczności.

## Przykładowe sformułowanie
Przykładem paradoksu petersburskiego jest następująca gra losowa, w której uczestnictwo kosztuje ustaloną kwotę pieniędzy. Gra polega na rzucie symetryczną monetą i trwa aż do pojawienia się pierwszego orła. Wygrana gracza wynosi 1 złoty i zostaje podwojona za każdym razem, gdy wypadnie reszka. Przykładowo wygrana wynosi 1 złoty, jeżeli za pierwszym razem wypadnie orzeł; 2 złote, jeżeli w pierwszym rzucie wypadnie reszka, a w drugim orzeł; 4 złote, jeżeli w pierwszych dwóch rzutach wypadnie reszka, a w trzecim orzeł; itd.
Prawdopodobieństwo {\displaystyle p_{k},} że pierwszy orzeł wypadnie w rzucie numer {\displaystyle k,} wynosi:
{\displaystyle p_{k}={\frac {1}{2^{k}}}.}
A więc, gracz wygrywa 1 złoty z prawdopodobieństwem 0,5, 2 złote z prawdopodobieństwem 0,25, 4 złote z prawdopodobieństwem 0,125 itd. Wartość oczekiwana gry wynosi zatem:
{\displaystyle E={\frac {1}{2}}\cdot 1+{\frac {1}{4}}\cdot 2+{\frac {1}{8}}\cdot 4+{\frac {1}{16}}\cdot 8+\ldots ={\frac {1}{2}}+{\frac {1}{2}}+{\frac {1}{2}}+{\frac {1}{2}}+\ldots }
i jest nieskończona.
Jeżeli uczestnik gry kieruje się wyłącznie maksymalizacją wartości oczekiwanej, wówczas powinien zdecydować się w niej uczestniczyć, niezależnie od tego, ile musi zapłacić za uczestnictwo.

## Wyjaśnienie paradoksu

### Wyjaśnienie przy pomocy funkcji użyteczności

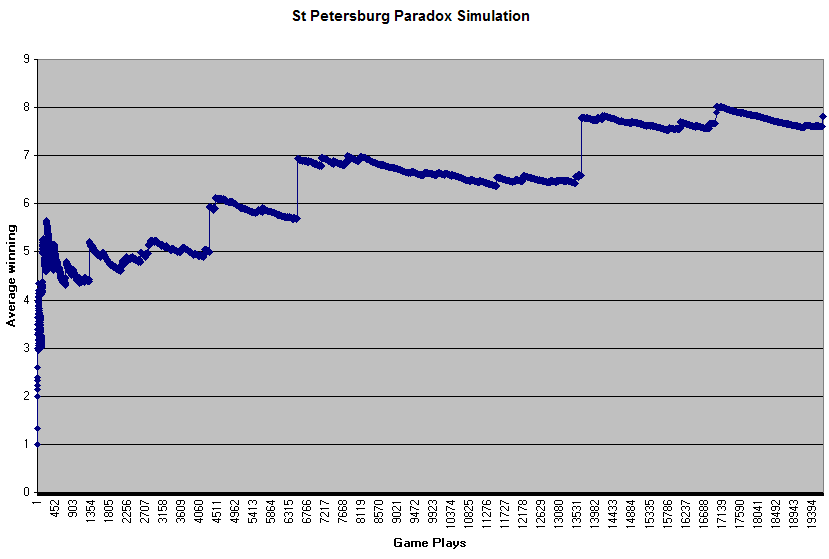
Symulacja wygranych w paradoksie petersburskim

Jest to oryginalne wyjaśnienie zaproponowane przez Bernoulliego, który zauważył, że „zysk tysiąca dukatów jest dużo więcej warty dla biedaka niż dla bogacza, mimo że kwota wygranej jest jednakowa”. W związku z tym Bernoulli sugerował, aby użyteczność wygranych oceniać przy pomocy funkcji logarytmicznej: {\displaystyle u(x)=\ln(x).} Zgodnie z tym sformułowaniem użyteczność gry jest skończona i wyraża się wzorem:
{\displaystyle \mathbb {E} U=\sum _{k=1}^{\infty }p_{k}\cdot u(2^{k-1})=\sum _{k=1}^{\infty }{\frac {\ln(2^{k-1})}{2^{k}}}=\ln 2=u(2)<\infty .}
Zgodnie z tym wyliczeniem gra jest warta dokładnie dwa złote.
W 1728 roku podobne rozwiązanie paradoksu petersburskiego podał również szwajcarski matematyk Gabriel Cramer, używając jako funkcji użyteczności pierwiastka kwadratowego.
Wyjaśnienie to nie jest do końca ścisłe. Jeżeli funkcja użyteczności jest nieograniczona, tak jak ma to miejsce w przypadku logarytmu zaproponowanego przez Bernoulliego, wówczas zawsze można dobrać wypłaty i prawdopodobieństwa tak, że wartość oczekiwana użyteczności z gry będzie nieskończona, przez co paradoks pozostanie nierozwiązany. W tym celu wystarczy wartości 1 złoty, 2 złote, 4 złote, ... w przykładzie powyżej zastąpić wartościami {\displaystyle x_{1},x_{2},x_{3},...} takimi, że {\displaystyle U(x_{i})=2^{i}} dla każdego {\displaystyle i.} Tak zdefiniowana loteria ma nieskończoną wartość oczekiwaną funkcji użyteczności, a co za tym idzie nieskończony ekwiwalent pewności. Po raz pierwszy zauważył to w 1934 roku Karl Menger. W świetle tego wyniku powszechnie zaczęto wprowadzać dodatkowe założenie, że funkcja użyteczności powinna być ograniczona.

### Wyjaśnienie przy pomocy skończonych loterii
Inne wyjaśnienie paradoksu petersburskiego wynika z faktu, że nieskończona wartość oczekiwana gry jest konsekwencją bardzo wysokich wygranych zdarzających się niezmiernie rzadko. Jeżeli założyć, że strona mająca wypłacić wygraną nie jest wypłacalna powyżej pewnej kwoty, wówczas wartość oczekiwana wygranej jest skończona. Bardziej precyzyjnie, jeżeli wartość wygranej jest ograniczona do L prób, wówczas wartość oczekiwana gry wynosi
{\displaystyle \mathbb {E} =\sum _{k=1}^{L}p_{k}2^{k-1}+2^{L-1}\sum _{k=L+1}^{\infty }p_{k}}{\displaystyle =\sum _{k=1}^{L}{\frac {1}{2}}+2^{L-1}\left(1-\left(1-{\frac {1}{2^{L}}}\right)\right)={\frac {L+1}{2}}.}
Przykładowo, jeżeli strona mająca wypłacić wygraną posiada tylko 64 złote, wówczas {\displaystyle L=6,} ponieważ {\displaystyle 2^{6}=64,} a zatem wartość gry wynosi w tym przypadku 3,50 złotego. Co więcej, wartość oczekiwana rośnie bardzo wolno wraz z zasobnością strony mającej wypłacić wygraną. Na przykład jeżeli dysponuje ona zasobami w wysokości biliona złotych, wówczas {\displaystyle L=39,} ponieważ {\displaystyle 2^{40}>1\ 000\ 000\ 000\ 000} i wartość oczekiwana gry obliczona na podstawie wzoru powyżej wynosi 20 złotych.